# 밀란 주리치
밀란 주리치(보스니아어: Milan Đurić, 1990년 5월 22일 ~ )는 몬차에서 뛰는 보스니아 헤르체고비나의 축구 선수로서 포지션은 공격수이다.